# 奥尔顿 (犹他州)
37°26′16″N 112°28′58″W / 37.4377602°N 112.4827077°W
奥尔顿（英文：Alton），是美国犹他州凯恩县下属的一座城市。建市于 不明年份年，面积大约为2.12平方英里（5.5平方公里），海拔约为7,041英尺（2,146米）。根据2010年美国人口普查，该市有人口119人。